# Chassey-le-Camp
Chassey-le-Camp ist eine französische Gemeinde mit 365 Einwohnern (Stand: 1. Januar 2022) im Département Saône-et-Loire in der Région Bourgogne-Franche-Comté. Die Gemeinde gehört zum Arrondissement Chalon-sur-Saône und zum Kanton Chagny. Die Bewohner werden Chasséens und Chasséennes genannt.

## Geografie
Chassey-le-Camp liegt am Canal du Centre, der die Gemeinde im Norden begrenzt, an der Grenze zum benachbarten Département Côte-d’Or und etwa 16,5 Kilometer nordwestlich von Chalon-sur-Saône entfernt. Zahlreiche Weinsorten werden hier im Weinbaugebiet Bourgogne angebaut. Umgeben wird Chassey-le-Camp von den Nachbargemeinden Santenay im Norden, Remigny im Nordosten, Bouzeron im Osten, Rully im Osten und Südosten, Aluze im Süden, Chamilly im Süden und Südwesten, Saint-Gilles im Südwesten sowie Cheilly-lès-Maranges im Westen und Nordwesten. 

## Geschichte
Im Gemeindegebiet befindet sich ein neolithisches Lager. Danach ist auch eine ganze Kultur benannt: die Chassey-Lagozza-Cortaillod-Kultur. Seit 1932 ist das bereits 1865 entdeckte Lager als Monument historique geschützt.
Im Osten der Gemeinde liegt ein Römerlager.

### Bevölkerungsentwicklung
| Jahr                       | 1962 | 1968 | 1975 | 1982 | 1990 | 1999 | 2006 | 2015 |
| Einwohner                  | 274  | 248  | 221  | 238  | 257  | 277  | 302  | 341  |
| Quellen: Cassini und INSEE |      |      |      |      |      |      |      |      |

## Sehenswürdigkeiten
- Kirche Saint-Vincent
- Kapelle Sainte-Catherine im Ortsteil Nantoux

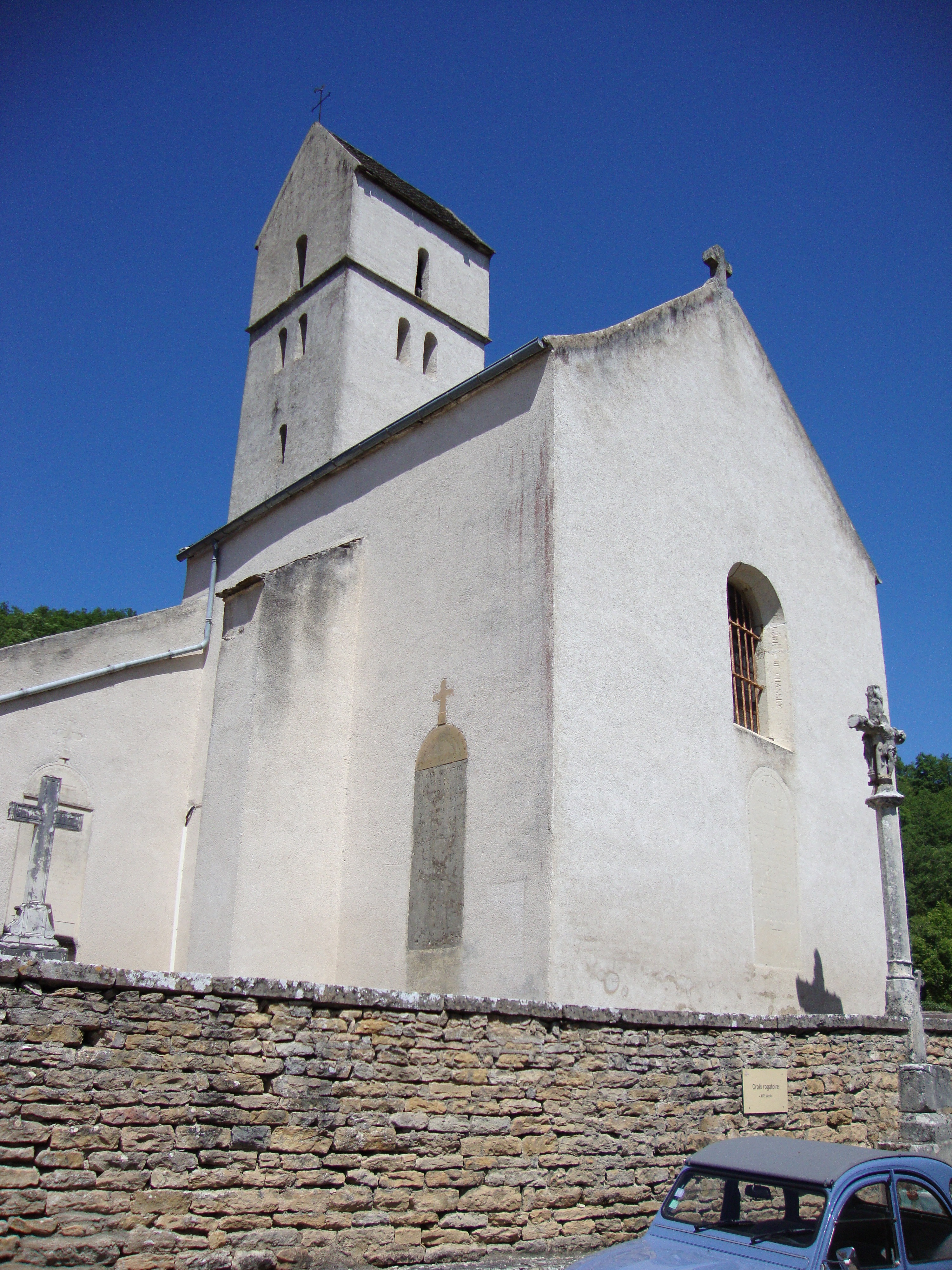
Kirche Saint-Vincent

- Lavoir